# Comones ferrierei
Comones ferrierei är en stekelart som först beskrevs av Burks 1964.  Comones ferrierei ingår i släktet Comones och familjen sköldlussteklar. Inga underarter finns listade i Catalogue of Life.